# Graham Windeatt
Graham Windeatt (Australia, 5 de agosto de 1954) es un nadador australiano retirado especializado en pruebas de estilo libre, donde consiguió ser subcampeón olímpico en 1972 en los 1500 metros.

## Carrera deportiva
En los Juegos Olímpicos de Múnich 1972 ganó la medalla de plata en los 1500 metros estilo libre, con un tiempo de 15:58.48 segundos, tras el estadounidense Michael Burton que batió el récord del mundo con 15:52.58 segundos, y por delante de otro estadounidense Doug Northway.